# 588년

## 연호
- 남진(南陳) 정명(禎明) 2년
- 수(隋) 개황(開皇) 8년
- 신라(新羅) 건복(建福) 5년

## 기년
- 남진(南陳) 후주(後主) 6년
- 수(隋) 문제(文帝) 8년
- 신라(新羅) 진평왕(眞平王) 10년
- 고구려(高句麗) 평원왕(平原王) 30년
- 백제(百濟) 위덕왕(威德王) 35년

## 사건
- 일본 법륭사 창건

## 사망
- 신라의 문신 노리부(弩里夫)